# Leonova družba
Leonova družba je bilo na priporočilo papeža Leona XIII.  v Ljubljani ustanovljeno katoliško znanstveno društvo.
Leonova družba je bila ustanovljena 19. novembra 1896. Prvi predsednik je bil Janez Kulavic, podpredsednik J.E. Krek, tajnik A. Ušeničnik. Društvo je izdajalo znanstveno glasilo Katoliški obzornik.
Člani društva so prirejali javna predavanja, besedila predavateljev pa skupaj z razpravami in ocenami objavljali v Katoliškem obzorniku, katerega naslednik je leta 1901 postala revija Čas.
Člani so si prizadevali za ustanovitev univerze in akademije znanosti v Ljubljani. Univerza s teološko fakulteto je začela delovati 1919, 1920 so ustanovili bogoslovsko-znanstveni odsek, ki se je preimenoval v Bogoslovski akademijo. Po letu 1945 sta Leonovo društvo in Bogoslovna akademija prenehali delovati. Slovenski teološki profesorji v Rimu so 1978 ustanovili Slovensko bogoslovsko akademijo, ki redno prireja simpozije, zbornike predavanj pa izdaja Mohorjeva družba v Celju.